# Marcus Gheeraerts el Jove
Marcus Gheeraerts (també escrit com Gerards o Geerards) (Bruges, al voltant de 1561/62 – 19 de gener de 1636) va ser un artista de la cort dels Tudor, descrit com «l'artista més important en qualitat per treballar a Anglaterra, a grans trets entre Eworth i Van Dyck».